# Susamielli
I susamielli sono dei dolci a forma di "S" della cucina napoletana tipici del periodo di Natale.

## Descrizione
Si preparano con farina, zucchero, mandorle e miele e sono aromatizzati con cannella, pepe, noce moscata.
Una variante, di forma ellittica, sono le sapienze che venivano preparate dalle suore clarisse nel convento di Santa Maria della Sapienza a Sorrento.
Originariamente venivano chiamati sesamelli perché ricoperti da semi di sesamo.
I susamielli sono spesso venduti insieme a raffiuoli, mustaccioli e i più popolari roccocò, che insieme agli struffoli sono i dolci tipici del Natale napoletano.